# Palenie tytoniu

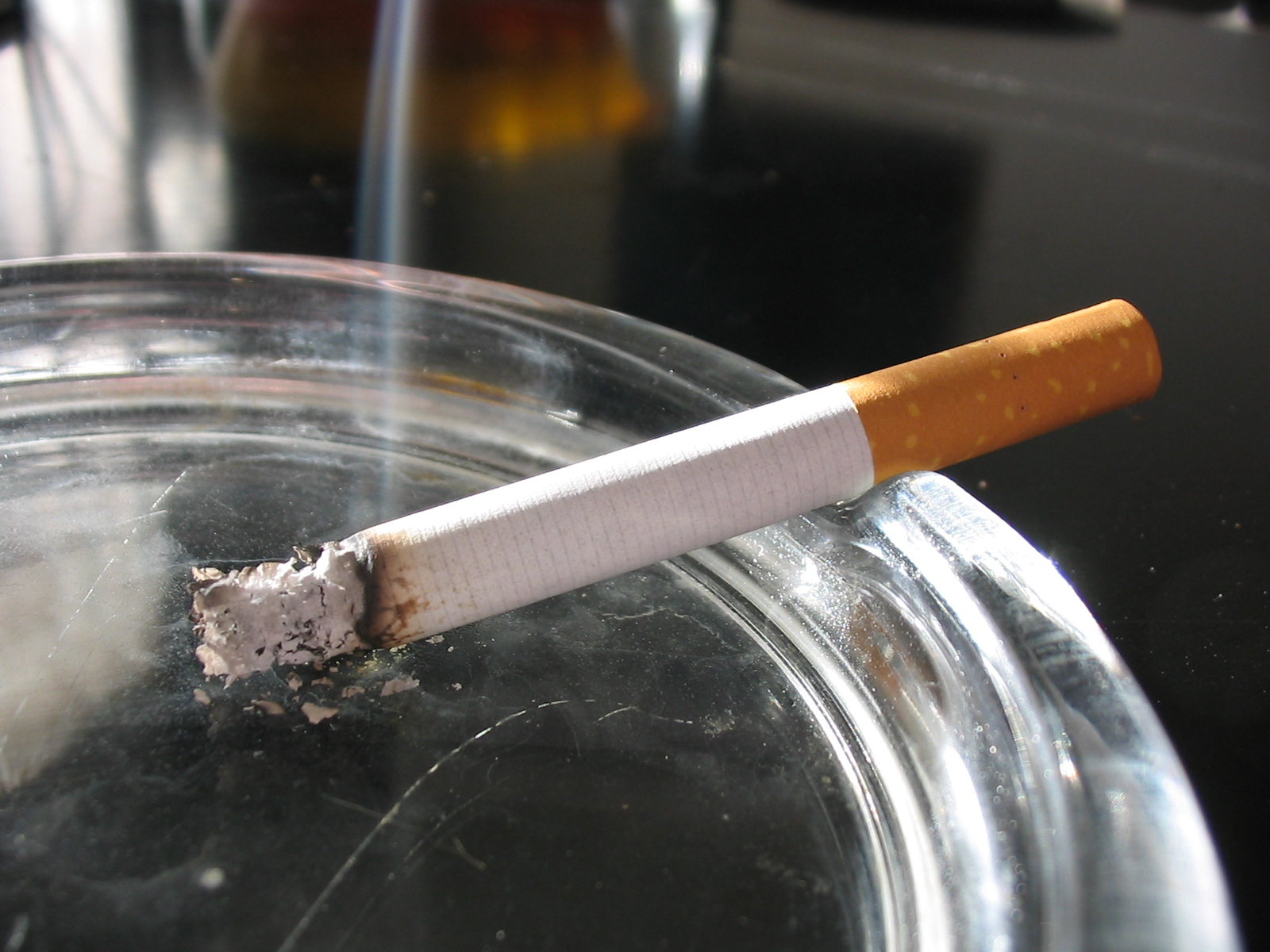
Tlący się papieros położony w popielniczce.

Palenie tytoniu – rekreacyjne używanie tytoniu w charakterze używki, konsumowanego poprzez palenie, czyli przyjmowanie drogą wdychania (inhalowania) dymu tytoniowego powstającego w wyniku jego spalania. Palenie tytoniu prowadzić może do nikotynizmu, czyli uzależnienia od zawartej w nim substancji psychoaktywnej — nikotyny.
Palenie tytoniu jest jedną z najpopularniejszych form palenia na świecie — jest praktykowana przez ponad miliard dojrzałych ludzi. Obecnie według WHO najpowszechniejszą metodą palenia wyrobów tytoniowych są papierosy. Tytoń przeznaczony do palenia w formie suszonego produktu jak i zarówno gotowych papierosów podlega regulacjom prawnym. Istnieją również inne formy palenia tytoniu, m.in. cygara, cygaretki, fajki (drewniane lub wodne, np. shisha) itp.

## Historia palenia tytoniu

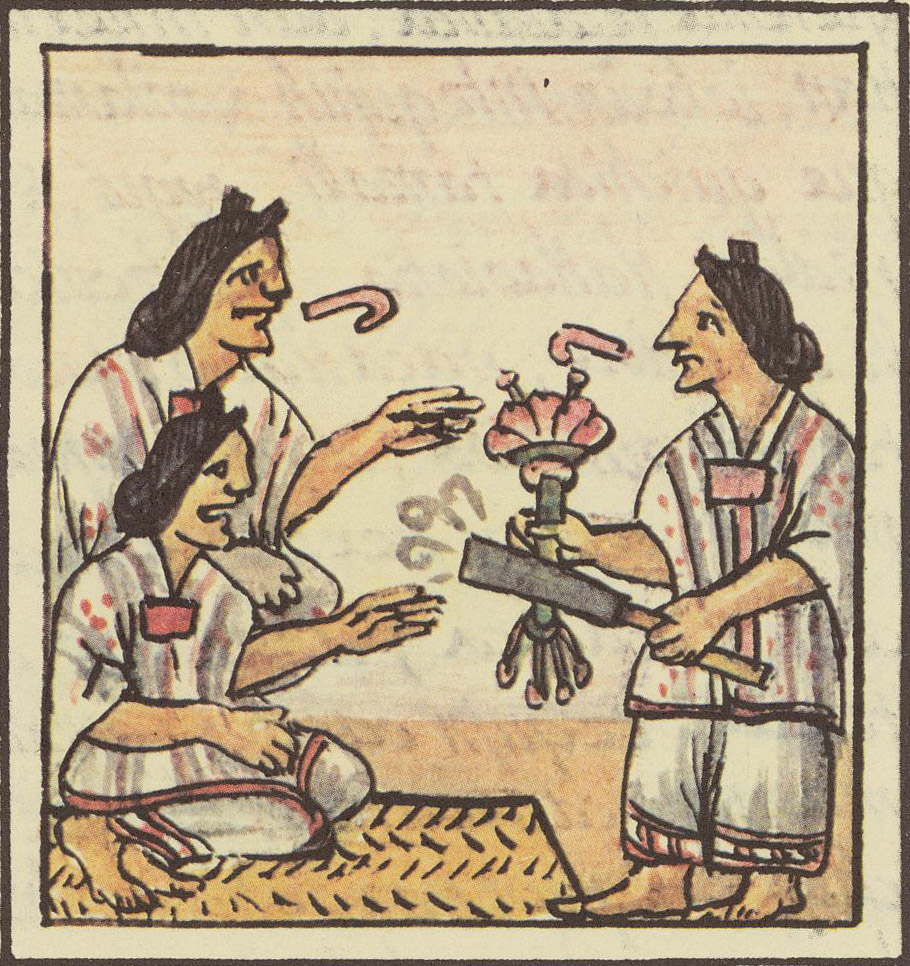
Aztekowie palący podczas uczty, kodeks florencki, XVI w.

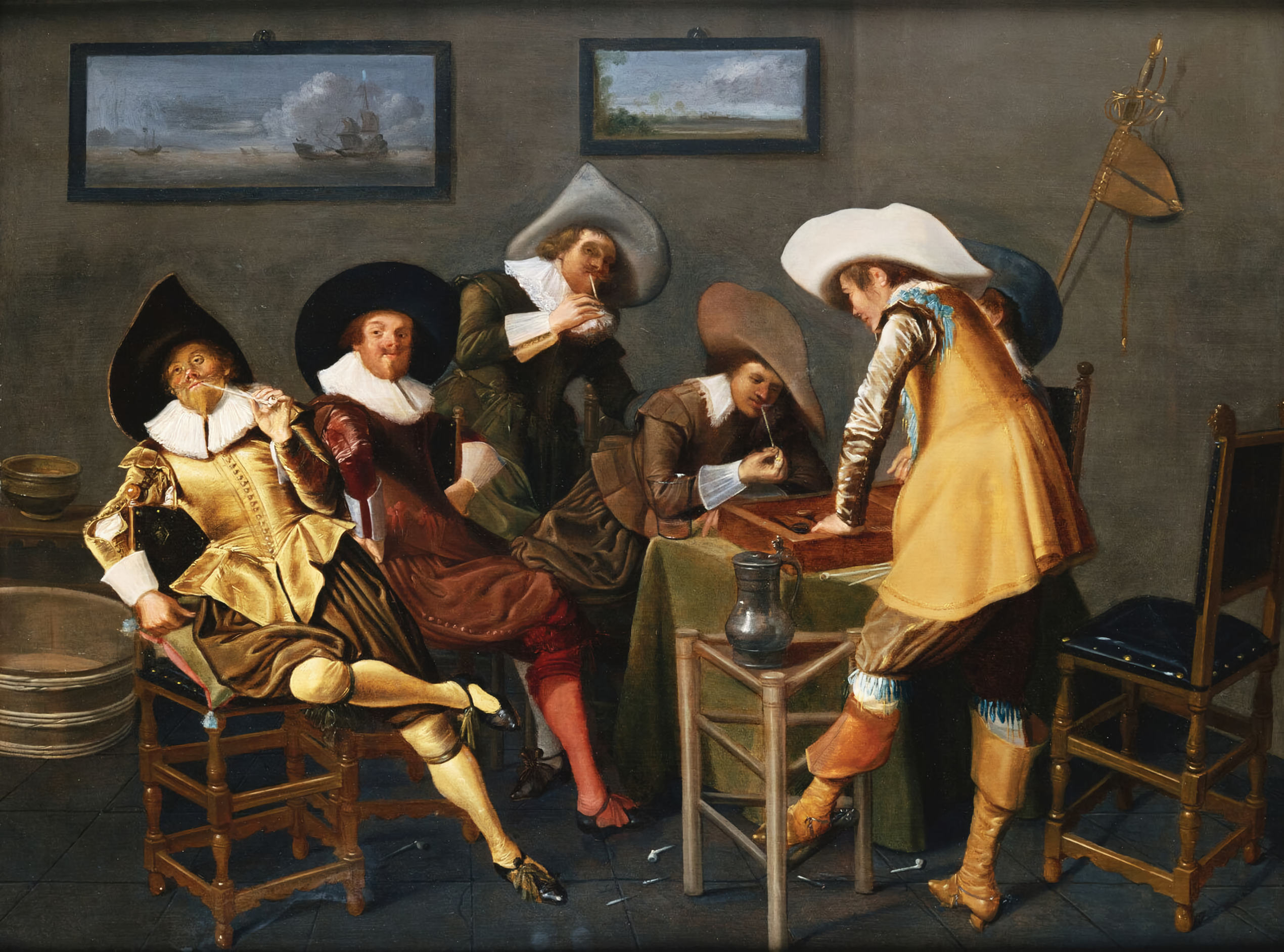
Palacze w tawernie, obraz Dircka Halsa z 1627

Historia palenia datowana jest na 5000 lat p.n.e. i wzięła swoje początki od szamańskich rytuałów. Wcześniej palenie ewoluowało w związku z religijnymi ceremoniami, jako rodzaj ofiary składanej bóstwom, w rytuale oczyszczenia, jak również pozwalało szamanom zmieniać stan ich umysłów w celu osiągnięcia duchowego oczyszczenia. Po tym jak Ameryki zostały zbadane i podbite przez Europejczyków praktyka palenia tytoniu rozprzestrzeniła się po całym świecie. W regionach takich jak: Indie czy Afryka Subsaharyjska palenie tytoniu połączyło się z istniejącymi już praktykami palenia (głównie konopi). Palenie tytoniu do dzisiaj jest mocno zakorzenione w kulturze europejskiej.
W Ameryce palenie wzięło swoje początki od szamańskich ceremonii palenia kadzideł, później zaś stosowane było dla przyjemności, jako narzędzie społeczne. Palenie tytoniu oraz wielu innych środków o działaniu halucynogennym było używane w celu wywołania transów oraz aby osiągnąć kontakt ze światem duchów. Plemiona z Południowo-Wschodniej Ameryki przenosiły duże ilości tytoniu w torbach, jako łatwo akceptowalny towar na wymianę. Palenie tytoniu było nierozłącznym elementem podczas określonych ceremonii, obrzędów sakralnych, jak również, aby przypieczętować zawartą umowę. Członkowie owych plemion palili tytoń w różnych etapach życia, nawet w okresie dzieciństwa. Wierzono, że tytoń był darem od Stwórcy, jak również w to, iż wydychany dym tytoniowy był zdolny zabrać troski i modlitwy do Nieba.
Poza paleniem, tytoń był również używany w medycynie. Był stosowany, jako środek przeciwbólowy na takie przypadłości, jak bóle ucha czy zębów, a okazjonalnie był stosowany jako kompres. Indianie zamieszkujący pustynie mówili, że palenie to lekarstwo na przeziębienie, tym skuteczniejsze, gdy tytoń był zmieszany z liśćmi małej pustynnej szałwii (łac. Salvia Dorrii), bądź korzeniem z drzewa balsamicznego. Owe mieszanki były uważane za szczególnie dobre w leczeniu astmy i gruźlicy.
Tytoń sprowadzili do Europy po raz pierwszy Hiszpanie dopiero w XVI wieku. Francuz Jean Nicot, który pełnił funkcję ambasadora w Portugalii sądził, że tytoń ma właściwości lecznicze i przywiózł go do Francji. Od nazwiska Jeana Nicota pochodzi też nazwa rośliny nikocjana i samej nikotyny. Do Niemiec natomiast tytoń dotarł w 1566 roku przywieziony przez medyka augsburskiego Adolfa Occo.
Na przestrzeni czasu ludzie zmieniali swój pogląd na palenie, nie tylko wyrobów tytoniowych. Dopiero w XX w., zwłaszcza w uprzemysłowionych krajach Zachodu, palenie zostało przedstawione w zdecydowanie negatywnym świetle, wskazując początkowo jako "potencjalnie szkodliwe dla zdrowia". Dziś dzięki licznym badaniom znamy faktyczną szkodliwość palenia wyrobów tytoniowych.

## Wpływ palenia tytoniu na zdrowie
Palenie tytoniu oraz narażenie na dym tytoniowy niesie poważne negatywne skutki zdrowotne. Dowodzi się, że palenie oddziałuje negatywnie prawie na cały organizm, a palacze są szczególnie narażeni na: choroby układu oddechowego (przewlekła obturacyjna choroba płuc, astma, gruźlica, zapalenie płuc), choroby układu krążenia (choroba niedokrwienna serca, tętniak aorty, udar mózgu, miażdżyca) oraz nowotwory (gardła, krtani, przełyku, tchawicy, oskrzela i płuca, krwi, żołądka, wątroby, trzustki, nerki i moczowodu, okrężnicy, szyjki macicy, pęcherza, jelita grubego). Ponadto palenie tytoniu jest istotnym czynnikiem innych problemów zdrowotnych (np. ślepota, katarakta, zwyrodnienie plamki żółtej, zapalenie ozębnej, cukrzyca), ma również negatywny wpływ na układ rozrodczy i zaburzenia płodności u kobiet oraz zaburzenia erekcji u mężczyzn. Ponadto palenie uszkadza układ odpornościowy i odpowiada za ogólne pogorszenie stanu zdrowia.
Także bierne narażenie na dym tytoniowy jest czynnikiem ryzyka problemów zdrowotnych zarówno u dorosłych (udar mózgu, podrażnienie błony śluzowej nosa, choroba niedokrwienna serca, rak płuca), jak i u dzieci (choroby dolnych dróg oddechowych, choroby ucha środkowego, zaburzenia oddechowe, uszkodzenia płuc, zespół nagłego zgonu niemowląt). Ma również negatywny wpływ na kobiecy układ rozrodczy i jest przyczyną niskiej urodzeniowej masy ciała dziecka.
Palenie tytoniu pogarsza również wygląd skóry. U palaczy wcześniej występują zmarszczki i niedoskonałości skórne. Opóźnia się gojenie ran oraz zaostrza się stan wielu schorzeń skóry (np. trądziku, łuszczycy). Palenie doprowadza również do przebarwienia i pokrycia kamieniem zębów, wystąpienia nieświeżego oddechu i żółcenia palców i paznokci.
Palenie wyrobów tytoniowych w Polsce jest najczęstszą przyczyną zgonów związaną z dobrowolnym stylem życia. Szacuje się, że z powodu palenia w Polsce w 2016 zmarło 66 tys. osób (17% wszystkich zgonów), w tym 48 tys. mężczyzn (tj. 24,1% zgonów mężczyzn) i 18 tys. kobiet (tj. 9,6% zgonów kobiet). Dodatkowo bierne palenie odpowiadało za 6,2 tys. zgonów, tj. 1,6% wszystkich zgonów.
Według statystyk, palacze żyją krócej od osób niepalących. Szacuje się, że w Polsce w 2016 w przypadku mężczyzn i kobiet palenie było odpowiedzialne za utratę odpowiednio 18,5% oraz 8,7% lat przeżytych w zdrowiu. Jednakże wykazano, że bezpowrotne zerwanie z nałogiem palenia wyrobów tytoniowych wpływa korzystnie na zdrowie i długość życia, w zależności od wieku osoby palącej oraz intensywności palenia.

## Historia promowania palenia
Szkodliwość palenia była przez wiele lat umniejszana.
Między innymi w XX w. wśród krajów zachodu palenie papierosów stało się modne i popularne, a w kwestii ekonomicznej bardzo opłacalne dla wielkich koncernów tytoniowych. Zanim podano w wątpliwości zdrowotne aspekty palenia, tworzono narracje nakłaniające społeczeństwo do palenia papierosów. Koncerny odpowiadające za wytwarzanie wyrobów tytoniowych, m.in. Phillip Morris lub Lucky Strike, wykorzystywały w reklamach i szyldach wizerunki opłacanych lekarzy, którzy oceniali konkretne wyroby jako rzekomo "mniej szkodliwe".
Marka papierosów Camel obecnie należąca do koncernu Japan Tabacco International, dawniej do R.J. Reynolds Tobacco Company promowała swój produkt tworząc wizualnie atrakcyjne reklamy, przeważnie dla młodych dorosłych i nastolatków. Tytułowy wielbłąd został przedstawiony w antropomorficzny sposób, przedstawiając tym samym postać Joe Camela. Maskotka ta przedstawiana była w stereotypowo męskich dla tamtych czasów sytuacjach (tj. lata 80, 90). Nie potwierdzono jednak skuteczności tej reklamy w kontekście wzrostu liczby palaczy marki Camel. RJR ostatecznie zakończyło tę kampanię reklamową 10 lipca 1997 r.

## Społeczne koszty palenia tytoniu
Palenie papierosów (wywołując choroby nowotworowe) zabija co roku w Unii Europejskiej około miliona osób (w tym w Niemczech około 100 tys.). Na całym świecie z tego samego powodu, według przybliżonych szacunków, umiera około 4 miliony ludzi rocznie.
Unia Europejska w celu zmniejszenia powszechności palenia, regularnie nakłada podatki na wyroby tytoniowe w krajach członkowskich. W Polsce m.in. sprawą ceny detalicznej wyrobów tytoniowych zajmuje się Ministerstwo Finansów, regularnie podnosząc akcyzy na te produkty.

## Odsetek palących tytoń w społeczeństwie
W 2014 osoby codziennie palące tytoń stanowiły w Polsce 22,7% populacji w wieku 15 lat i więcej, tj. 7,3 mln osób. Łącznie z osobami palącymi okazjonalnie (3,4%, tj. 1 mln osób) stanowiło to 26,1%, czyli 8,3 mln osób. Problem codziennego palenia tytoniu w Polsce dotyczył 28,8% (tj. 4,4 mln) mężczyzn i 17,2% (tj. 2,9 mln) kobiet.
W 2014 średni odsetek palących codziennie dla 28 państw członkowskich Unii Europejskiej wynosił 21%. Najwyższy odsetek palaczy występował w Bułgarii (28,2%) i Grecji (27,3%), a najniższy w Szwecji (11,9%) i Luksemburgu (15,3%). Odsetek mężczyzn palących codziennie w UE wynosił średnio 25,6% i wahał się od 12,1% w Szwecji do 38,2% na Cyprze. Odsetek kobiet palących codziennie wynosił średnio w UE 16,9% i był najniższy w Rumunii (8,3%), a najwyższy w Austrii (22,1%).
Problem palenia tytoniu dotyczy również dzieci. Badania przeprowadzone w 2014 wśród młodzieży w wieku 11–15 lat wskazują, że inicjację tytoniową w Polsce przeszło 26,4% tej grupy, a pali z różną częstością 12,3%, w tym 8,1% pali regularnie w każdym tygodniu.

## Leczenie nikotynizmu
Trwają próby opracowania szczepionki przeciwko nikotynie. Przykładowo szczepionka NicVAX powoduje, że po roku od rzucenia palenia nie paliło 16% osób z grupy która uzyskała wysoki poziom przeciwciał. Wysoki poziom przeciwciał uzyskano po 14 tygodniach od podania szczepionki u 80% osób które poddały się terapii.